# PZL Bielsko SZD-27
Die PZL Bielsko SZD-27 Kormoran ist ein polnisches Segelflugzeug und die erste von SZD ausgeführte Ganzmetallkonstruktion.

## Entwicklung
Die SZD-27 resultierte aus einem Entwicklungsauftrag des polnischen Aeroklubs für einen zweisitzigen Schulsegler, der sowohl für die Anfänger- als auch für die Fortgeschrittenenausbildung geeignet sein sollte, weshalb der Entwurf auch kunstflugtauglich ausgelegt wurde. Die Konstruktionsplanungen wurden 1961/62 unter der Leitung von Józef Niespał in der bei SZD (Szybowcowy Zakład Doświadczalny, Segelflugzeug-Entwicklungswerk) bisher noch nicht angewendeten Metallbauweise ausgeführt. Die Bauphase umfasste einen relativ langen Zeitraum, was wohl auch der Nutzung des neuen Werkstoffs geschuldet sein dürfte, bis der Prototyp, der später das Kennzeichen SP–2463 erhielt, am 2. Januar 1965 mit Adam Zientek den Erstflug absolvieren konnte. Es folgte noch ein weiterer Prototyp mit dem Kennzeichen SP–2468, dann wurde der Auftrag aus unbekannten Gründen zurückgezogen und die weiteren Arbeiten an dem Projekt eingestellt.
Der Rumpf des ersten Prototyps ist im Polnischen Luftfahrtmuseum ausgestellt.

## Aufbau
Die SZD-27 ist ein freitragender Schulterdecker in Ganzmetall-Halbschalenbauweise mit ovalem Rumpfquerschnitt. Die negativ gepfeilten Tragflächen bestehen aus zwei Teilen; die Innenflächen mit integrierten DFS-Luftbremsen besitzen ein Laminarprofil und sind rechteckig ausgeführt, während die Außenflächen eine trapezförmige Form mit Normalprofil aufweisen. Das Leitwerk ist herkömmlich ausgeführt und ebenfalls freitragend. Sämtliche Flächen sind mit Aluminiumblechen beplankt. Das Fahrwerk besteht aus dem in Höhe des Flügels angebrachten einziehbaren Hauptrad, einer davor liegenden Gleitkufe und dem Hecksporn.

## Technische Daten
| Kenngröße              | Daten                                                      |
| ---------------------- | ---------------------------------------------------------- |
| Besatzung              | 1–2                                                        |
| Spannweite             | 17,00 m                                                    |
| Länge                  | 8,00 m                                                     |
| Höhe                   | 1,10 m                                                     |
| Flügelfläche           | 19,30 m²                                                   |
| Flügelstreckung        | 15                                                         |
| Flächenbelastung       | 28,6 kg/m²                                                 |
| Rüstmasse              | 382 kg                                                     |
| Zuladung               | 170 kg                                                     |
| Startmasse             | 552 kg                                                     |
| Höchstgeschwindigkeit  | 235 km/h                                                   |
| Mindestgeschwindigkeit | 64 km/h                                                    |
| Gleitzahl              | 28,1 bei 93 km/h                                           |
| Geringstes Sinken      | 0,8 m/s bei 80 km/h                                        |
| Profil                 | NACA 63-3-618 (Innenflächen) NACA 4415-4412 (Außenflächen) |
| Lastvielfaches         | +6,29 g / −4,2 g                                           |